# Mornarički tuljani (1990.)
Mornarički tuljani (eng. Navy SEALs) američki je akcijski film redatelja Lewisa Teaguea iz 1990. godine, snimljen prema scenariju Chucka Pfarrera i Garyija Goldmana. U glavnim ulogama su Charlie Sheen, Michael Biehn i Joanne Whalley. Glazbu za film skladao je Sylvester Levy.

## Radnja
Tijekom spašavanja američkih vojnika koje su zarobili teroristi, poručnik James Curran i njegov tim Mornaričkih tuljana otkrivaju dokaze da teroristi posjeduju protuavionske rakete Stinger. Uz pomoć reporterke Claire Varrens, u koju se poručnik Curran zaljubi, kreću u Beirut, Libanon, na misiju pronalaska raketa i njihova uništavanja prije nego što budu iskorištene u terorističke svrhe.

## Uloge
- Charlie Sheen - poručnik Dale Hawkins
- Michael Biehn - poručnik James Curran
- Joanne Whalley - Claire Varrens
- Rick Rossovich - Leary
- Cyril O'Reilly - Rexer
- Bill Paxton - Dane
- Dennis Haysbert - Bill Graham
- Nicholas Kadi - Ben Shaheed
- S. Epatha Merkerson - Jolena

## Reference u pop kulturi
U filmu Trgovci, Randall kaže za kupce u videoteci: "Nikada ne posuđuju kvalitetene filmove. Uvijek odabiru intelektualno zaglupljujuće uratke s police.". U sljedećem kadru, čovjek drži film u ruci i poviče: "Ooh! Navy SEALs!".
U machinima serijalu Splinter Cell Co-Op Theater, u prvoj epizodi, Bob pita Stevea želi li se igrati Navy SEALs-a, usput izlažući argumente poput "Daj, ja ću biti Charlie Sheen!" i "U filmu glumi Bill Paxton!". Naposljetku Steve pesimistično komentira da će mu Bob pretvoriti stan u "loš film iz 80-ih".

## Vanjske poveznice
- Mornarički tuljani u internetskoj bazi filmova IMDb-a
- Mornarički tuljani na Rotten Tomatoes
- Mornarički tuljani na Box Office Mojo
- Fotografije iz filma